# AirPrint
AirPrint — технология и функция беспроводной печати от Apple.

## О технологии
AirPrint — это технология беспроводной печати. Простота её использования сопоставима с iOS — нет надобности загружать, устанавливать и настраивать драйверы и дополнительное программное обеспечение. Пользователи iPad, iPhone и iPod touch смогут одним прикосновением распечатывать документы и фотографии по Wi-Fi подключению к принтерам HP, Samsung, Canon, Dell , Ricoh , Kyocera, ePrint или другим устройствам для печати, подключённым к компьютеру Mac или PC.

## iOS
Функция AirPrint для мобильных устройств Apple предназначена для того, чтобы любой пользователь мобильного устройства мог напечатать на принтере документ.
AirPrint избавляет пользователей от необходимости отсылки электронных писем благодаря появлению возможности централизованной беспроводной печати, осуществляемой через новое приложение Print Center, которое само отправляет задания на любой доступный принтер. Теперь пользователи больше не должны проделывать множество манипуляций с составлением электронных писем и отправкой их на заданные адреса. В iOS 4.2 Apple разработала API, который позволяет разработчикам интегрировать функциональность AirPrint в создаваемые ими приложения.